# Laurin & Klement
Laurin & Klement è stata un'azienda produttrice di biciclette, moto e auto fondata nel 1895 a Mladá Boleslav, Boemia, al tempo nota anche come Jungbunzlau, allora parte dell'Austria-Ungheria e in seguito della Cecoslovacchia, attualmente in Repubblica Ceca.
La produzione automobilistica iniziò nel 1905, e la società divenne ben presto il più grande produttore di autovetture in Austria-Ungheria. Nel 1925 la società venne acquisita dalla Škoda Works, e conosciuta da allora come Škoda Auto (Škoda).
Il nome Laurin & Klement (abbreviato in L&K) viene utilizzato nell'attuale listino Skoda per indicare gli allestimenti più ricchi ed esclusivi del marchio.

## Storia
L'azienda vide la luce il 18 dicembre 1895 dal libraio Václav Klement (1868 - 1938) e dal meccanico Václav Laurin (1865 - 1930) di Mladá Boleslav. Laurin fu il capo della Kraus & Laurin di Turnov, riparazioni biciclette. L'iniziativa della fondazione della fabbrica fu da parte di Klement, venditore dei modelli della ditta di Dresda Seidel & Naumann. Seidel & Naumann rigettò alacremente un reclamo scritto da Klement sulla scarsa resistenza delle loro biciclette.
Costruirono e ripararono anche le biciclette di marca Slavia, tre anni dopo anche dotate di motore. Nel 1898 viene eretta una fabbrica a Mladá Boleslav, con 40 dipendenti. Nel 1899 viene costruita la prima motocicletta, e nel 1905 la prima automobile. alla fine 1902 furono vendute 2.000 motociclette. Le L&K-Motorräder parteciparono a 34 corse nell'anno 1903 con 32 vittorie. Nel 1905 viene costruita la L&K 19 con varianti monocilindriche e bicilindriche. Solo una quattro cilindri, la CCCC 5HP. Nel 1901 venne sviluppato da L&K il progetto di una automobile con motore a due cilindri.
Nel 1905 viene prodotta la prima auto, la Typ A con motore 1100 cm³, raffreddato ad acqua, da 5,1 kW (7 PS) due cilindri e dopo poco tempo la Typ B con motore 6,6 kW (9 PS) e cilindrata 1395 cm³. Nel 1907 viene presentata la Typ B2 con motore 2278 cm³ di 7,4 kW (10 PS) e la Typ C, un taxi con 8,8 kW (12 PS).
Nel 1907 l'azienda diventa una società per azioni, nel 1912 viene acquisita la Reichenberger Automobil Fabrik, facendo diventare la Laurin & Klement il maggiore costruttore di automobili dell'Austria-Ungheria. Nel 1909 viene ingaggiato il progettista Otto Hieronimus, già Benz & Cie. e Daimler-Motoren-Gesellschaft. Egli fu anche corridore e sviluppò la Typ FCR da corsa, capace di arrivare ad una velocità di 130 km/h.
Laurin & Klement produsse anche autocarri, bus, macchine agricole e rulli compressori. Il 40% dei veicoli fu esportato in Russia, Giappone, Sudamerica, Nuova Zelanda e in altri paesi europei.
Dalla prima guerra mondiale vennero prodotti anche armamenti, e dal 1919 riprese la produzione di auto con la Typ Sh e l'utilitaria Typ T. Successivamente la sei cilindri e Charles Yale Knight-Schiebersteuerung. Dal 1924 iniziò la produzione su licenza dei motori aeronautici Lorraine-Dietrich. Dal 1905 al 1925 vennero prodotti 60 modelli diversi.
Il 27 giugno 1925 l'azienda fu venduta alla Škoda, dove il direttore tecnico Laurin lavorava. Da allora i veicoli non furono ancora a marchio Škoda ma "Laurin & Klement – Škoda" e successivamente "Škoda". La produzione di biciclette e motociclette fu fermata.

## Modelli
- Laurin & Klement A (1905)
- Laurin & Klement B (1906)
- Laurin & Klement C (1906)
- Laurin & Klement E (1906)
- Laurin & Klement B2 (1907)
- Laurin & Klement C2 (1907)
- Laurin & Klement FC (1907) (auto da corsa)
- Laurin & Klement FCS (1908) (auto da corsa)
- Laurin & Klement BS (1908)
- Laurin & Klement EN (1909)
- Laurin & Klement FCR (1909) (auto da corsa)
- Laurin & Klement ENS (1910)
- Laurin & Klement T|Laurin & Klement T / Ta (1914)
- Laurin & Klement MK6 (Laurin & Klement MK6 / 445 / 450) (1920)
- Laurin & Klement A (1922) (Laurin & Klement A / 100) (1922)
- Laurin & Klement 105 (1923)
- Laurin & Klement 150 (1923)
- Laurin & Klement 350 (1925)
- Laurin & Klement 110 (1925)
- Laurin & Klement 120 (1925)
- Škoda 360 (Laurin & Klement 360) (1926)

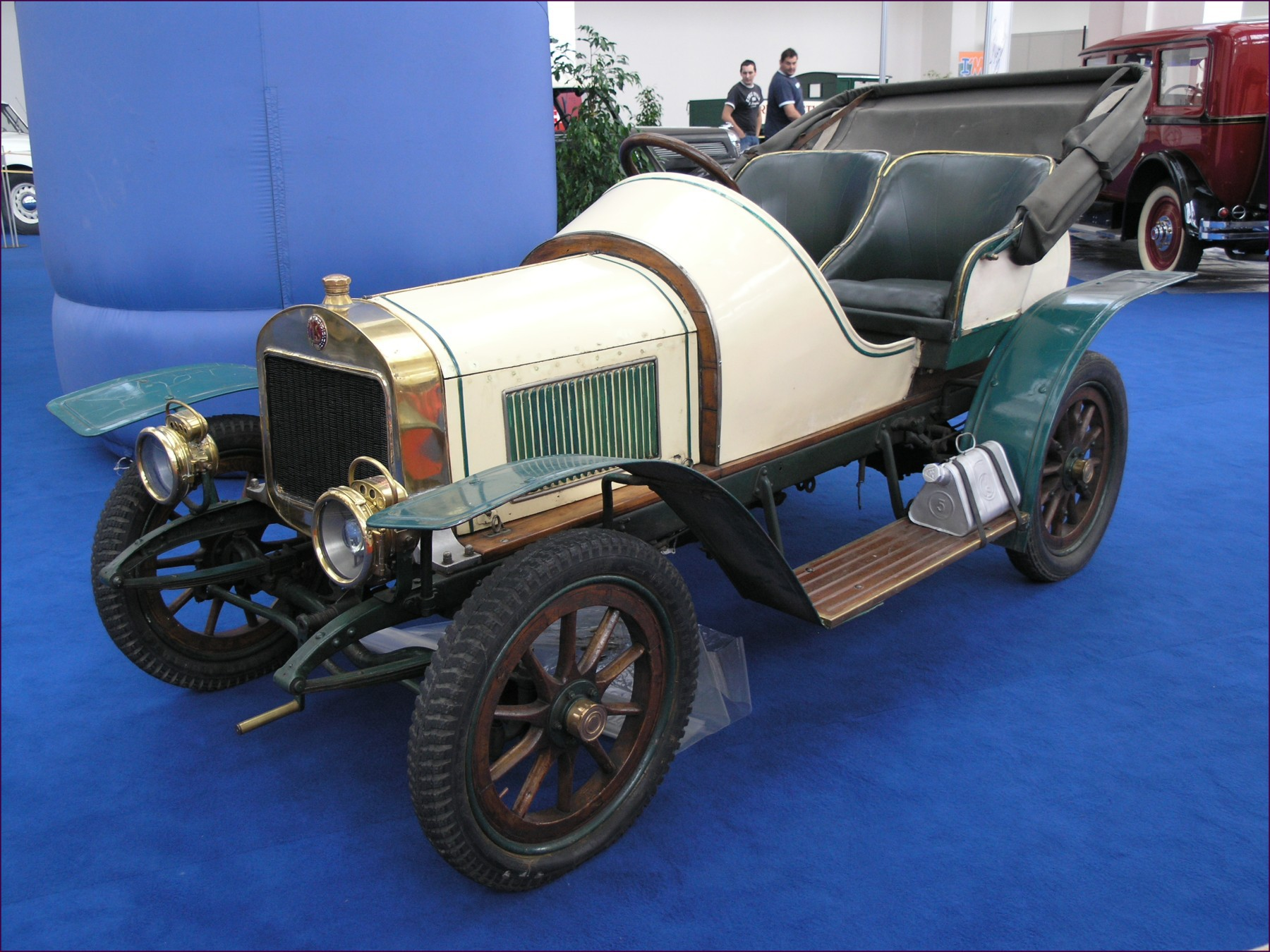
Laurin & Klement BS (1907)
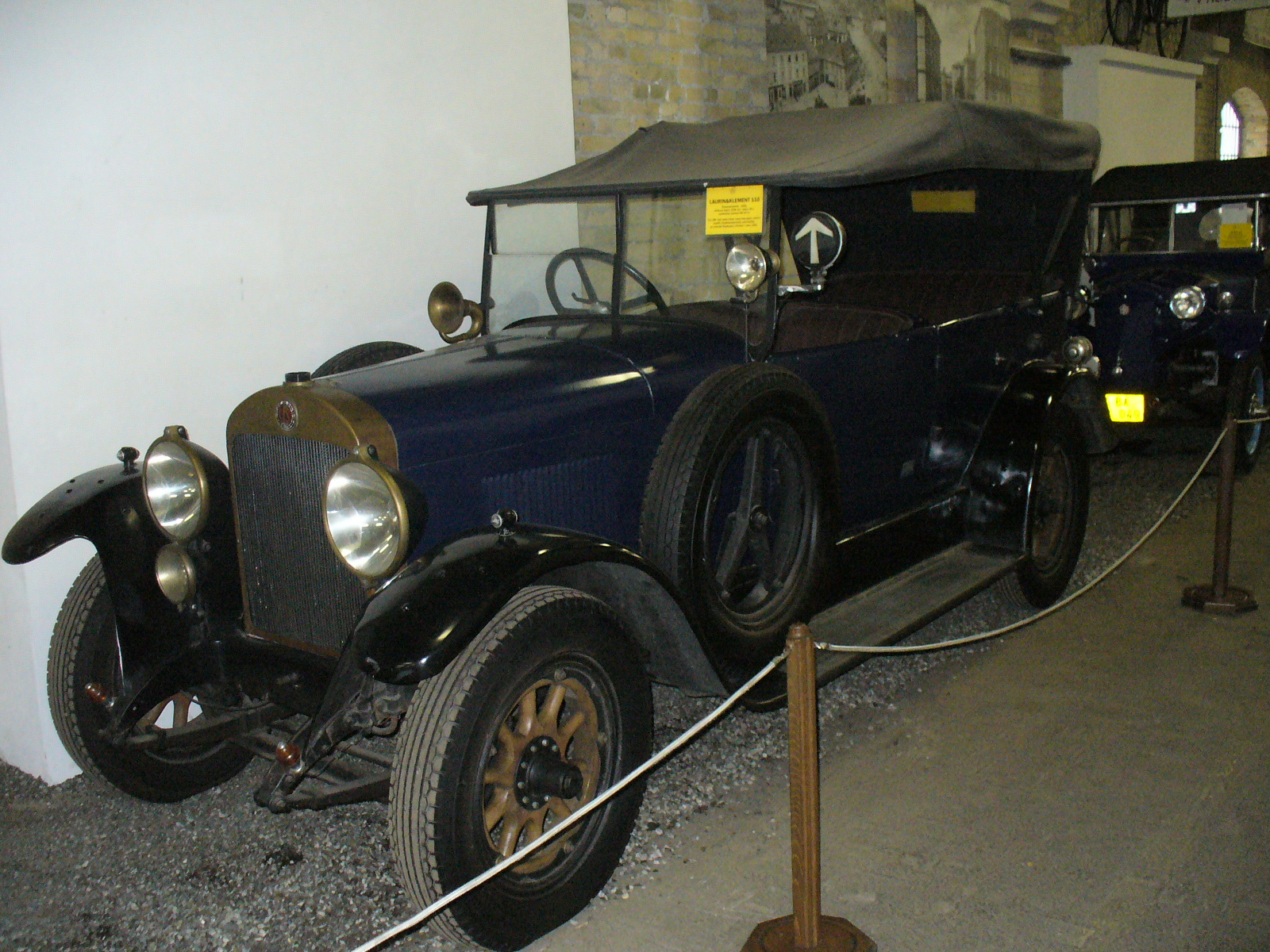
Laurin & Klement 110 (1925)